# Schuimblok
Schuimblokken is een van oorsprong Nederlands snoepgoed.

## Geschiedenis
De schuimblokken zijn een creatie van de familie Hoepman, die in 1895 een handel in zoetwaren begon. Volgens mondelinge overlevering binnen de familie moet Willem Hoepman uit hoofde van zijn functie als plaatsvervangend haltechef bij de Nederlandse Spoorwegen een hartelijke relatie hebben opgebouwd met een zekere heer van Hal, “een vertegenwoordiger in suikerwerken”. Tijdens de wachttijden van Meneer van Hal op het station van Sappemeer was er een hecht contact gegroeid met Willem Hoepman. De eerste zoetwaren producten werden gekocht bij de heer van Hal. Vermoedelijk is hier de inspiratie ontstaan om zelf ook wat met zoetwaren te gaan doen. In de jaren twintig is de productie van het Nederlandse product “schuimblokken” gestart in Hoogezand. De productie en verkoop werd door het familiebedrijf Hoepman verricht. 
In het begin werd het product als stuksartikel in de snoepwinkels verkocht. Tegenwoordig wordt alleen de “schuimblokken” variant vanille verkocht. 
In 2000 is Hoepman Suikerwerken B.V. overgenomen door Haribo Nederland. 
De “schuimblokken” zijn een typisch Nederlands product, maar in het buitenland bleek het ook gewild: in 1997 werd het op de Spaanse markt gebracht, met een aanpassing aan de smaak (aardbei/zuur) en de naam “Tochos Refrescantes” (verfrissende steentjes).

## De productie
De belangrijkste grondstoffen voor schuimblokken zijn:
- Dextrose (ook wel druivensuiker genoemd)
- Glucosestroop
- Aroma
- Kleurstoffen

In de kokerij worden de glucosestroop, dextrose en water volgens een bepaald recept in een geautomatiseerde installatie afgewogen, gekookt tot alle ingrediënten zijn gesmolten en weer afgekoeld. 
Daarna wordt het deeg naar de productielijn getransporteerd. Het deeg wordt vervolgens in een beluchtingmachine opgeklopt tot een geschuimde massa. Aroma’s en de benodigde kleurstoffen worden toegevoegd. De gekleurde deegmassa’s worden met een speciale spuitmachine tot brede schuimstrengen gevormd. 
De schuimblokken gaan vervolgens de droogkasten in om te worden gedroogd. De droogkasten worden volledig geautomatiseerd bestuurd en bewaakt.  Na het droogproces zijn de schuimblokken hard en kunnen worden ingepakt. 
Het belangrijkste ingrediënt voor de schuimblokken is dextrose; dit neemt 70% van het product in. Schuimblokken zijn licht en knapperig. Het product smelt in de mond en door de dextrose krijgt men er veel energie van.  